# Moson-Donau
Die Moson-Donau oder Kleine Donau (ungarisch: Mosoni-Duna [ˈmoʃoni ˈdunɒ], slowakisch: Mošonský Dunaj) ist ein Fluss in der Slowakei und Ungarn.

## Verlauf
Die Moson-Donau ist ein Seitenarm der Donau in Ungarn und umfließt mit dieser die Kleine Schüttinsel. Sie zweigt beim slowakischen Wehr Čunovo unterhalb des Staubeckens Hrušov nach Süden von der Donau ab, passiert alsbald die slowakisch-ungarische Grenze und verläuft mäanderartig bis Győr, wo die Raab mündet. Die Moson-Donau selbst mündet nordöstlich von Győr wieder in den Hauptfluss. An der Mündung liegt die zum Kreis Győr gehörende Gemeinde Vének.

## Name
Den Namen „Moson-Donau“ verdankt der Seitenarm der Donau der Stadt Mosonmagyaróvár im Komitat Győr-Moson-Sopron, die an seinem rechten Ufer liegt.